# Podkova (sjö)
Podkova är en sjö i Antarktis. Den ligger i Östantarktis. Australien gör anspråk på området. Podkova ligger 67 meter över havet. Arean är 11,5 kvadratkilometer. Den sträcker sig 27,2 kilometer i nord-sydlig riktning, och 22,5 kilometer i öst-västlig riktning.
I övrigt finns följande vid Podkova:
- Henderson (en udde)
- Okruzhnaja (en kulle)
- Vertoletnyj Peninsula (en udde)